# 内井昭蔵
内井 昭蔵（うちい しょうぞう、1933年2月20日 - 2002年8月3日）は、日本の建築家。博士（工学）（京都大学・論文博士・1992年）（学位論文「住宅の集合形態に関する実践的研究」）。京都大学教授・滋賀県立大学教授を歴任。戦後の日本建築史を代表する建築家の一人。勲三等旭日章受章。東京都出身。

## 経歴
1933年、東京市神田区に生まれる。祖父の河村伊蔵と父の内井進は建築家であり、進は金成ハリストス正教会と小田原ハリストス正教会の両聖堂、およびニコライ堂のイコノスタスの設計に関わった。祖父の河村伊蔵は司祭でもあったため幼少期から教会で過ごすことが多く、「ロシア正教会の持つ空間と祈りと形の関係が、幼少期にすでに強く印象づけられていたように思う」と述べ、こうした経験はモダニズム全盛期の学生時代を経た後に手がけた日蓮宗の寺院やYMCA野辺山高原センターなどにおける合理性のみの形態とは異なるアプローチ、さらには親しみやすさを旨とした公共建築への設計思想へとつながっていったと述べている。
旧制埼玉県立熊谷中学校を経て、1956年に早稲田大学第一理工学部建築学科卒業、1958年に早稲田大学大学院修士課程修了、菊竹清訓建築設計事務所入所。1967年に内井昭蔵建築設計事務所を設立し、1993年までこれを主宰。この間に東京YMCAデザイン研究所、東京大学工学部建築学科、早稲田大学理工学部建築学科でそれぞれ講師を務めた。1972年から1974年まで日本建築家協会理事、1979年から1981年まで同協会副会長。1981年アメリカ建築家協会名誉会員。1988年から1990年まで新日本建築家協会副会長・広報委員長。1993年から1996年まで京都大学工学部建築学教室教授、1996年から2002年まで滋賀県立大学環境科学部教授、1999年から2002年まで同大学大学院環境科学研究科教授を歴任。2002年8月3日、心不全のため東京都大田区の病院で永眠。
1992年京都大学より博士（工学）の学位を取得、学位論文の題は「住宅の集合形態に関する実践的研究」。
昭蔵自身はガウリイルとの聖名を持つ正教徒であり、著書『ロシアビザンチン 黄金の環を訪ねて』は建築家と正教徒と双方の視点で黄金の環・キエフ・サンクトペテルブルクの正教会聖堂を中心にロシア建築を綴ったものである。永眠の直前にはニコライ堂のイコノスタスにイコンを献納しており、埋葬式はニコライ堂で行われた。
サンパウロビエンナーレ国際設計競技一位入賞（1957年）・勲三等旭日章・日本建築学会賞・BCS賞・レイノルズ賞 (A.I.A)・毎日芸術賞・日本芸術院賞・京都市文化功労賞等、受賞多数。
妻は文化学園大学名誉教授・内井乃生（うちい のぶ 1933 - 、インテリアデザイン）。長男は内井建築設計事務所長・内井理一郎 (1962 - )。

## 賞歴（作品以外）
- 1986年 昭和60年度横浜市優良建築設計者
- 1995年 第13回京都府文化賞
- 1997年 平成9年度京都新聞五大賞 第41回文化賞
- 2000年 京都市文化功労者
- 2002年 勲三等旭日章受章

## 賞歴（作品）
- 1971年 第22回日本建築学会賞作品賞（桜台コートビレッジ）
- 1972年 神奈川県建築コンクール優秀賞（桜台ビレジ）・神奈川県建築コンクール佳作賞（宮崎台ビレジ）
- 1975年 第16回BCS賞（川島テキスタイルスクール）
- 1976年 日本サインデザイン協会賞銀賞（銀座対鶴館ビル）
- 1977年 第18回BCS賞（身延山久遠寺宝蔵）
- 1978年 第3回吉田五十八賞（東京YMCA野辺山青少年センター）・神奈川県建築コンクール優秀賞（西谷の家 小倉邸）
- 1980年 第24回レイノルズ賞 (A.I.A)（身延山久遠寺宝蔵）
- 1981年 第22回BCS賞（新発田市民文化会館・公民館）

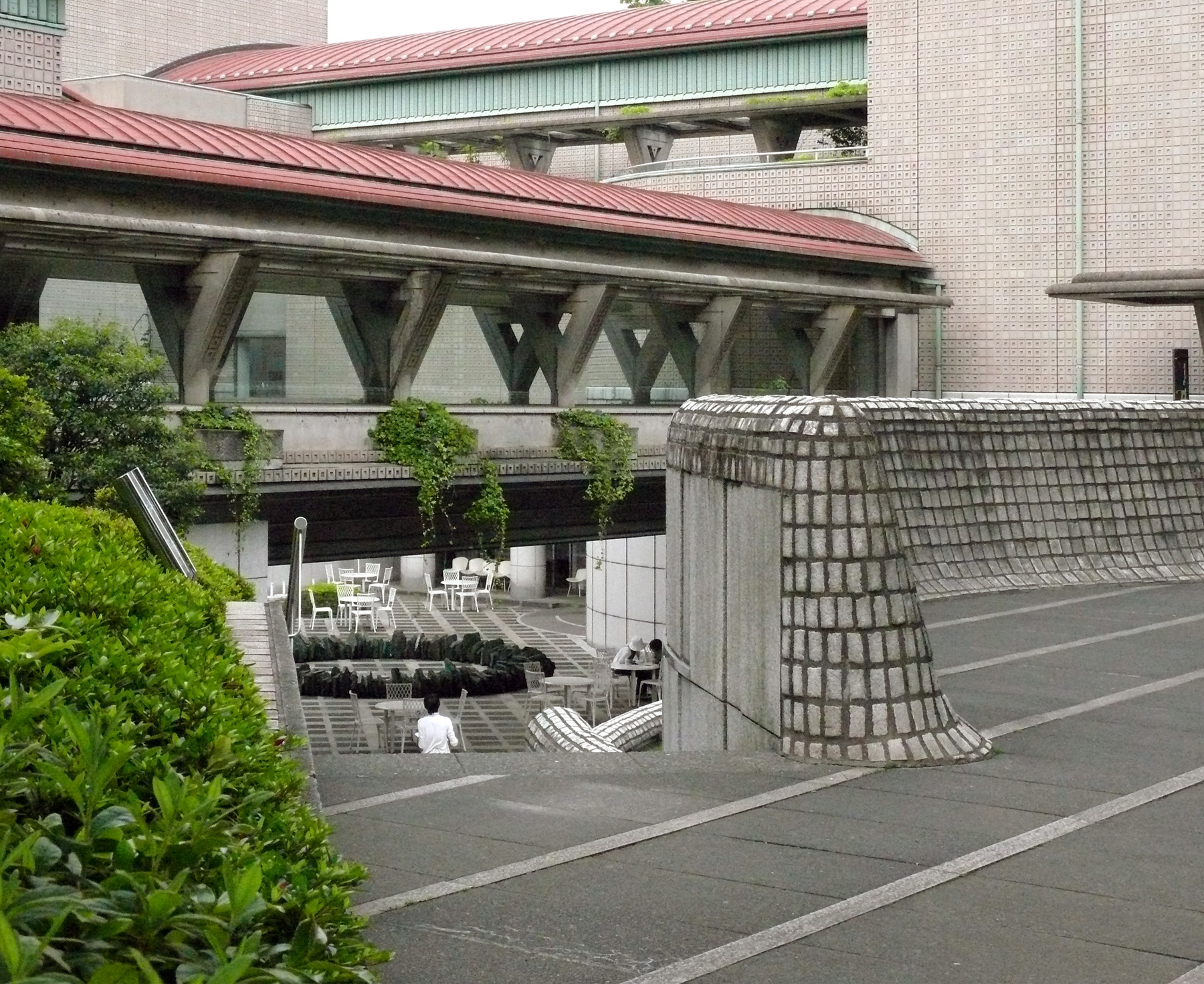
1986年 第27回毎日芸術賞（修養団捧誠会御霊所・世田谷美術館）・第18回BCS賞（世田谷美術館）
- 1988年 第4回日本図書館協会建築賞特定賞（浦添市立図書館）・第20回中部建築賞（一宮市博物館）
- 1989年 第45回日本芸術院賞（世田谷美術館）
- 1990年 第1回へきなん都市デザイン文化賞大賞（栄四郎瓦本社屋）・全建賞（浦添市美術館）
- 1991年 一宮市建築賞（一宮市博物館）・第22回富山県建築賞（福野文化創造センターヘリオス）
- 1992年 第1回BELCA賞LLB部門（桜台コートビレッジ）・第4回横浜まちなみ景観賞（桜台コートビレッジ）・第3回公共建築賞行政施設部門（熊本県テクノポリスセンター）・第16回ひろば作品賞（桂坂の住宅 東CED・中央CED）
- 1993年 第4回公共建築賞中部地区優秀賞（一宮市博物館）
- 1996年 金沢都市美文化賞（石川県金沢港大野からくり記念館）
- 1997年 第18回石川県建築賞（石川県金沢港大野からくり記念館）
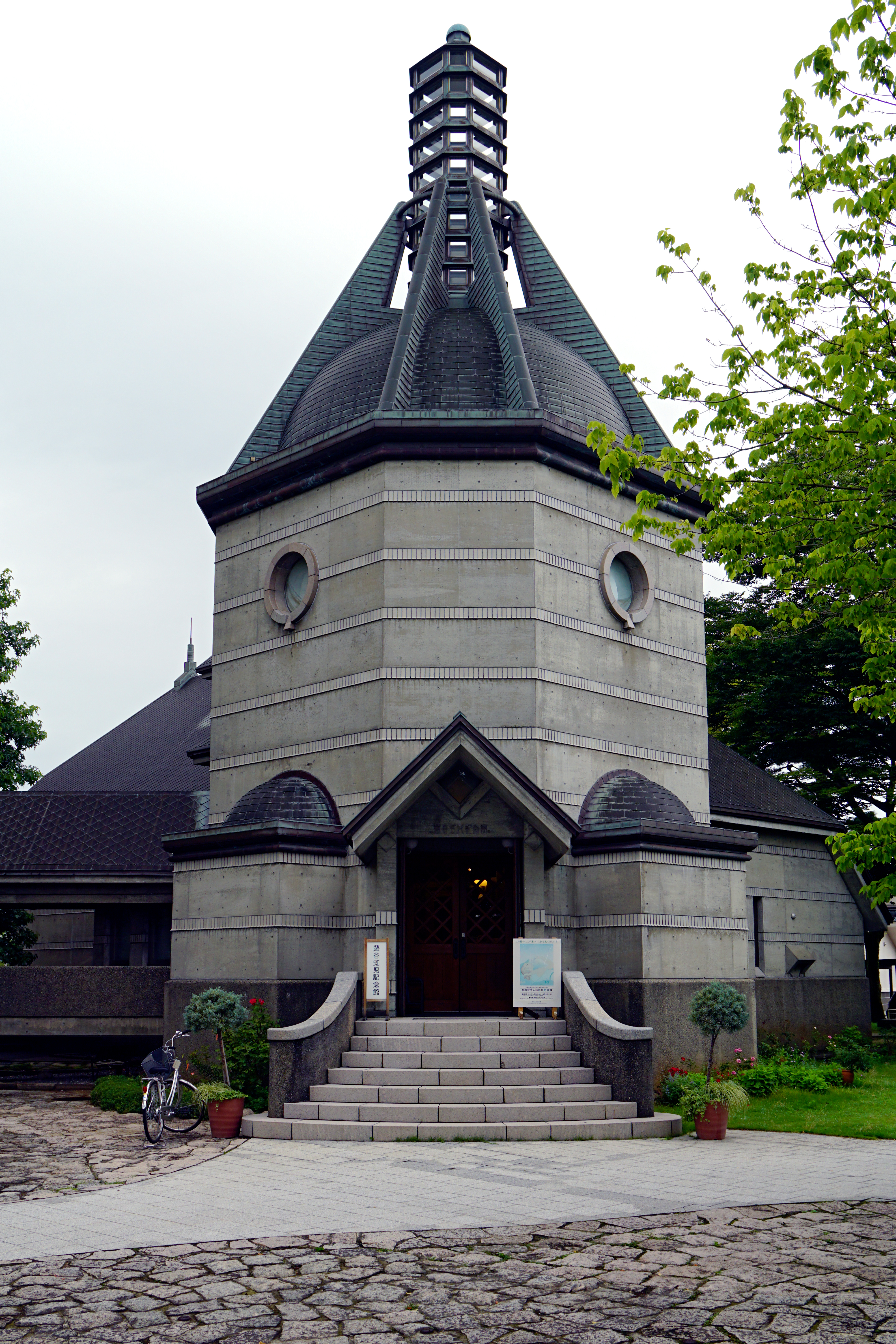
1998年 公共建築百選（世田谷美術館・滋賀県立大学・世田谷美術館・高岡市美術館・富山県産業創造センター・蕗谷虹児記念館）
- 2000年 第7回公共建築賞／近畿地区優秀賞（国際日本文化研究センター）
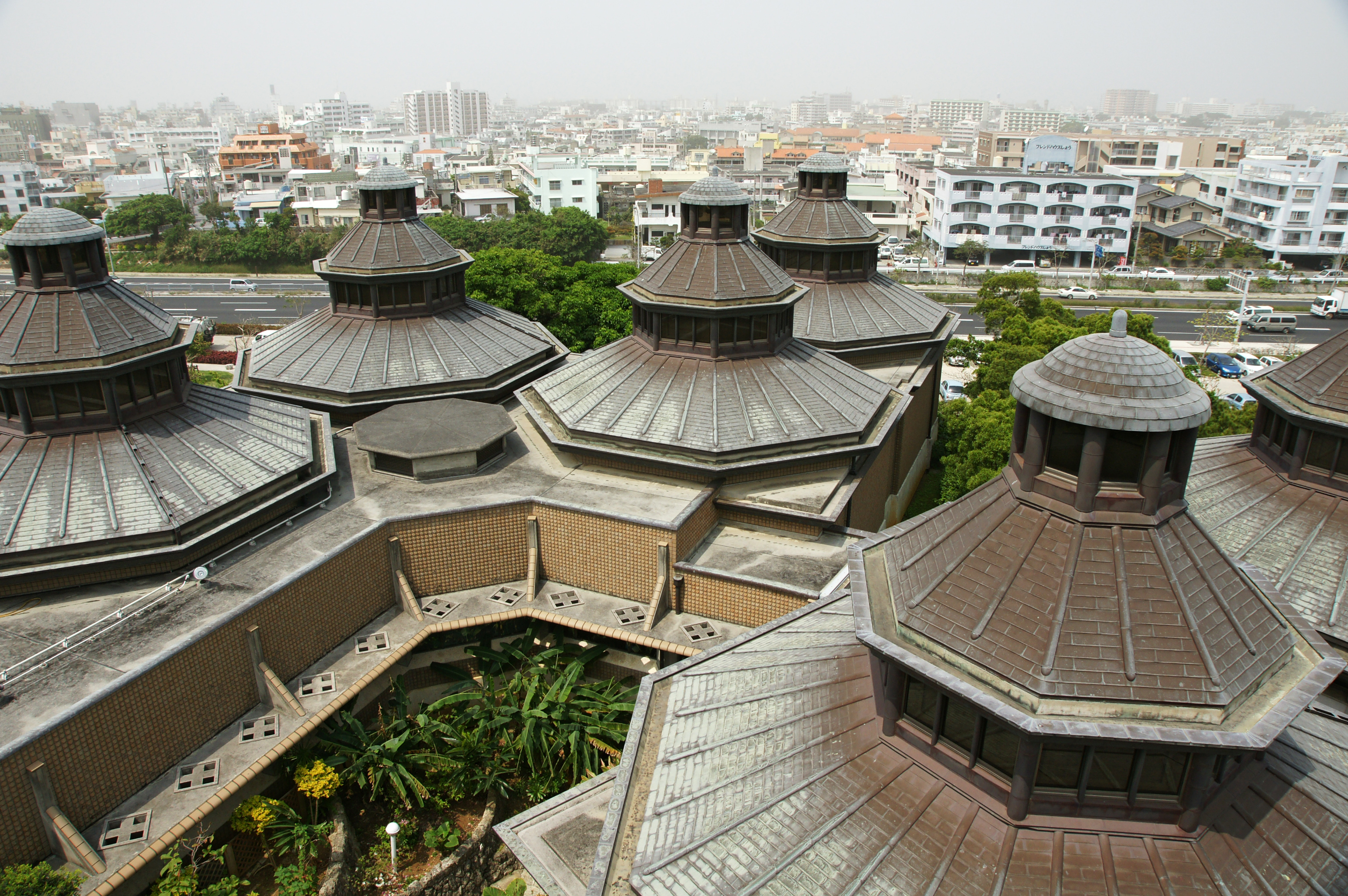
2001年 第3回大分市建築大賞（ 大分市美術館）
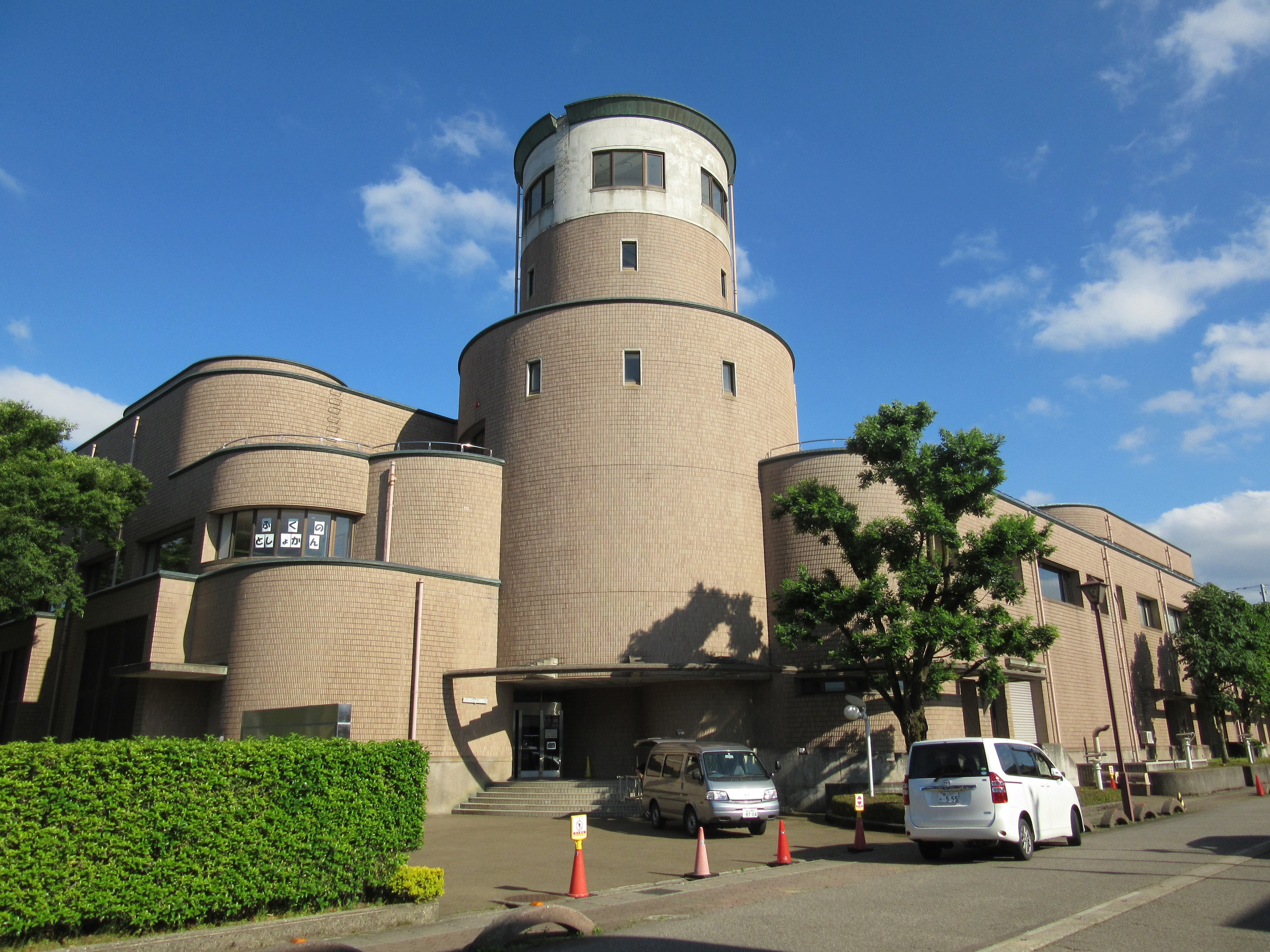
福野文化創造センターヘリオス
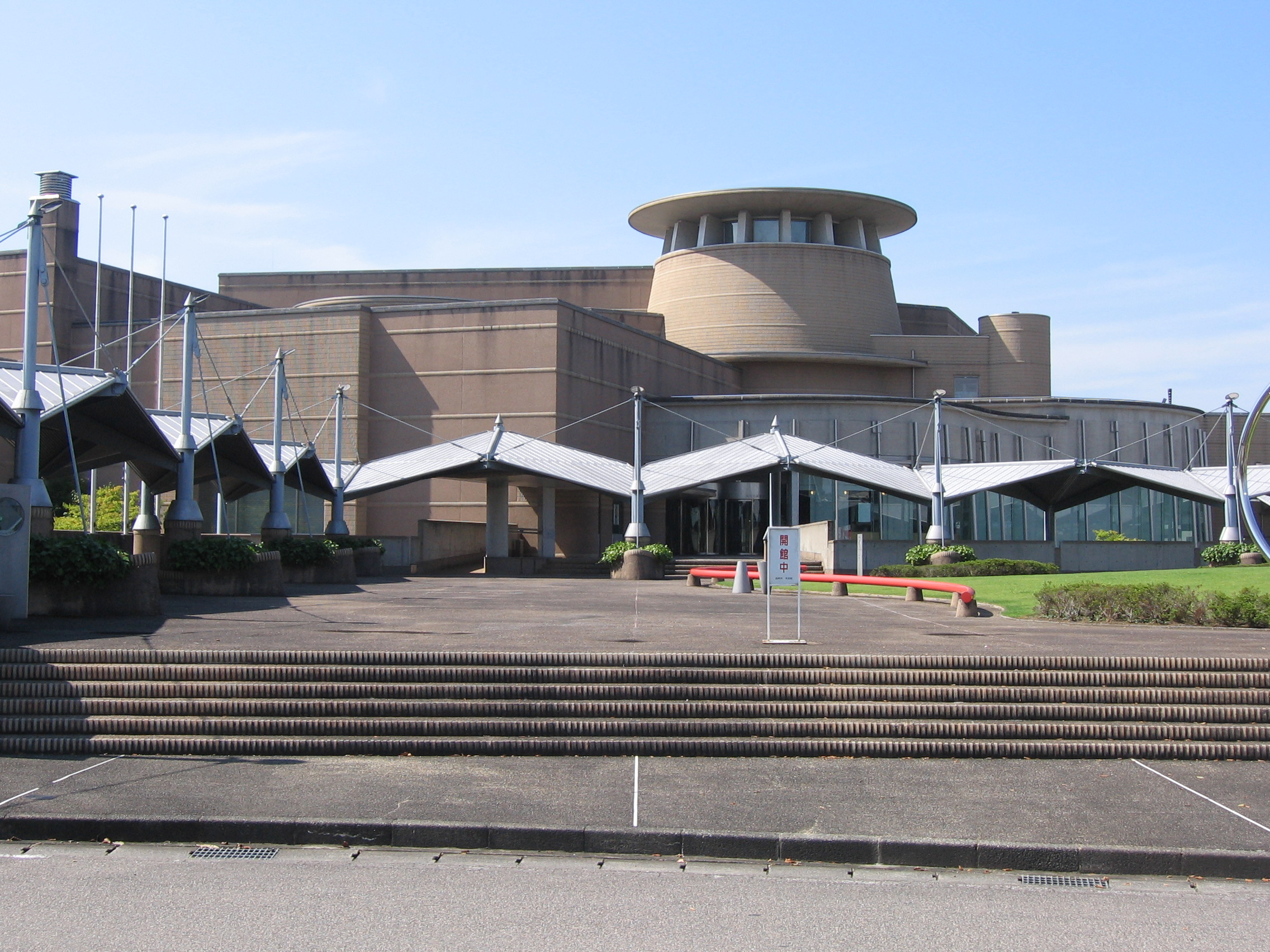
高岡市美術館
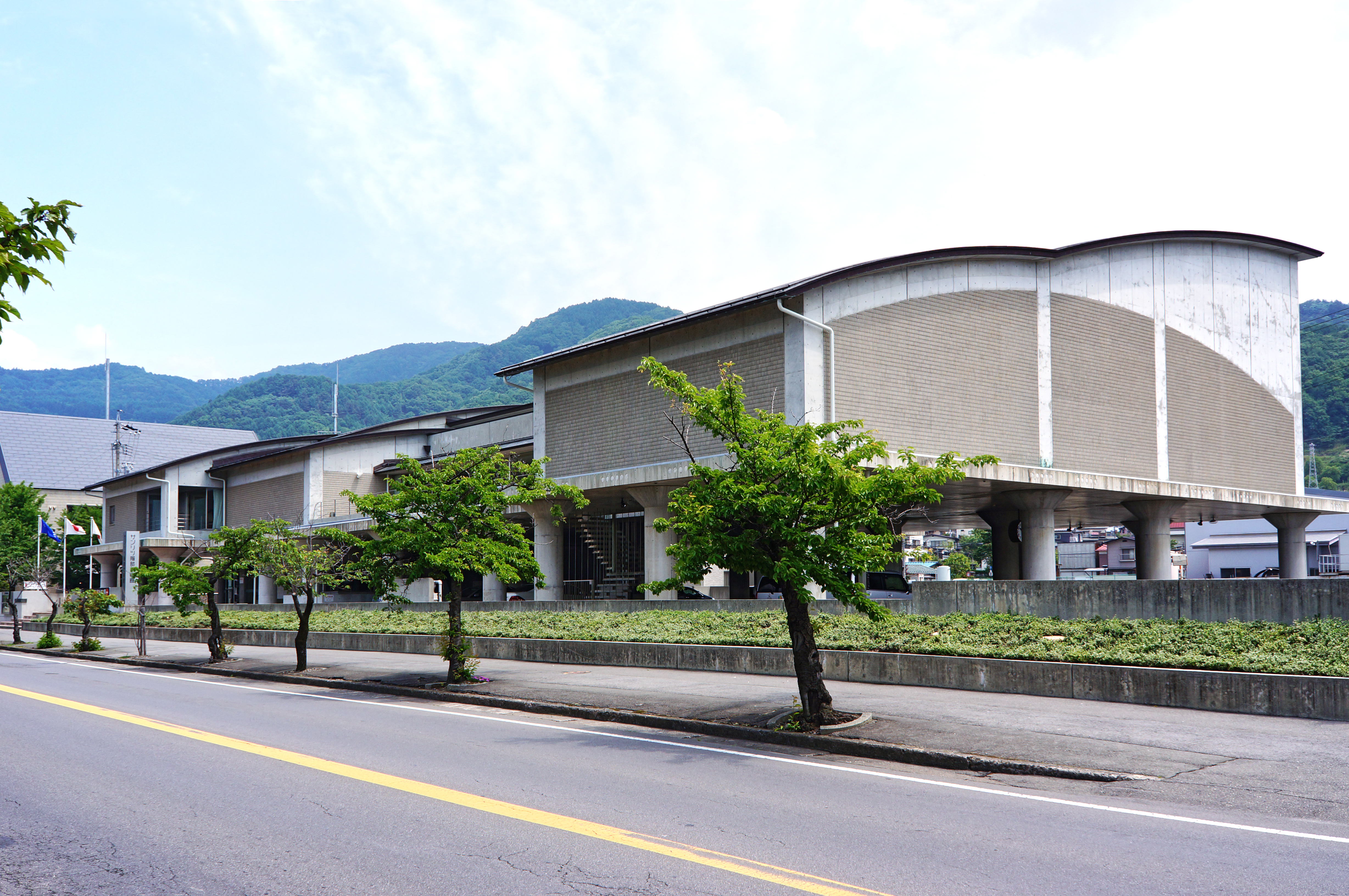
サンリツ服部美術館
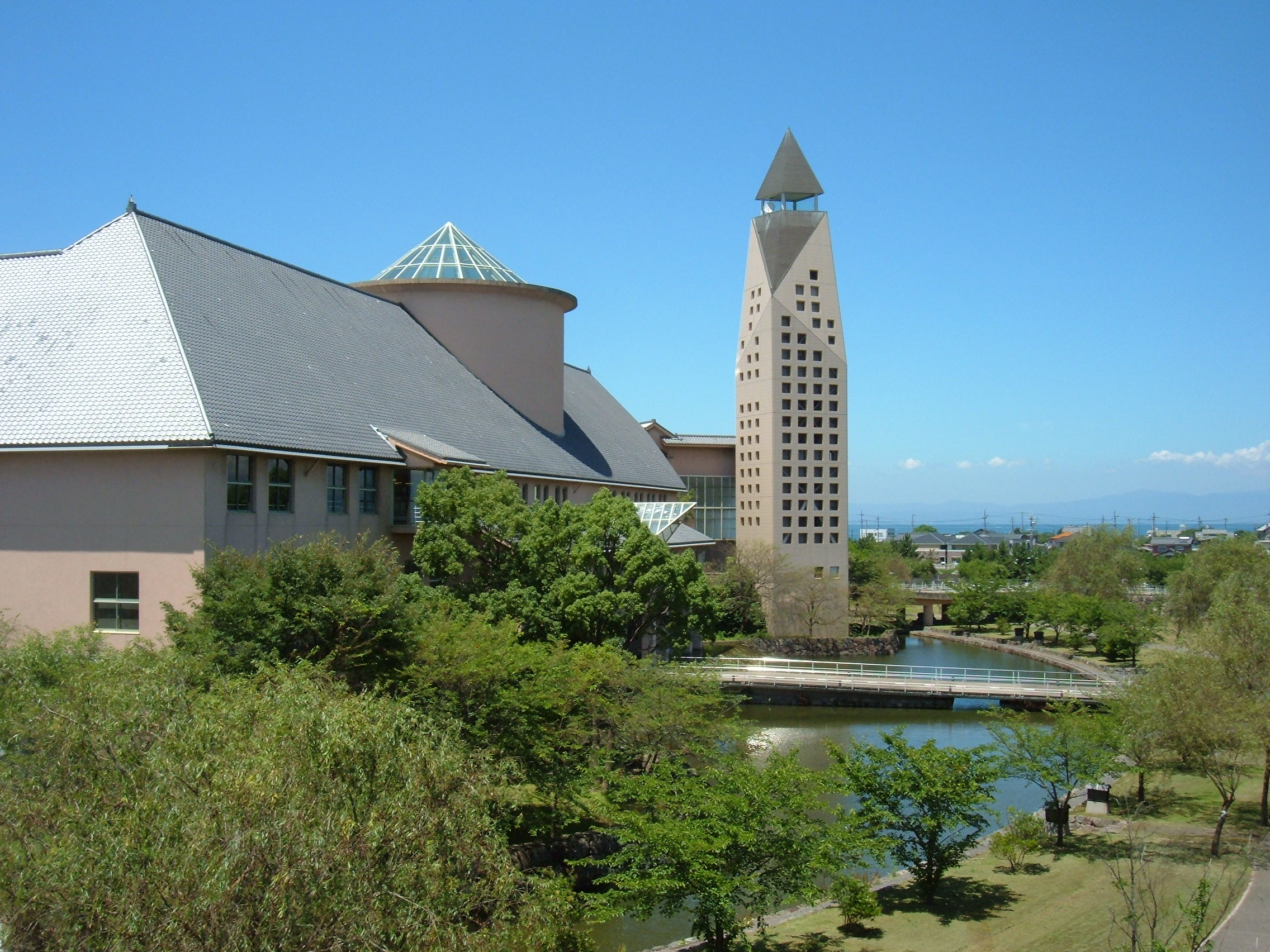
滋賀県立大学
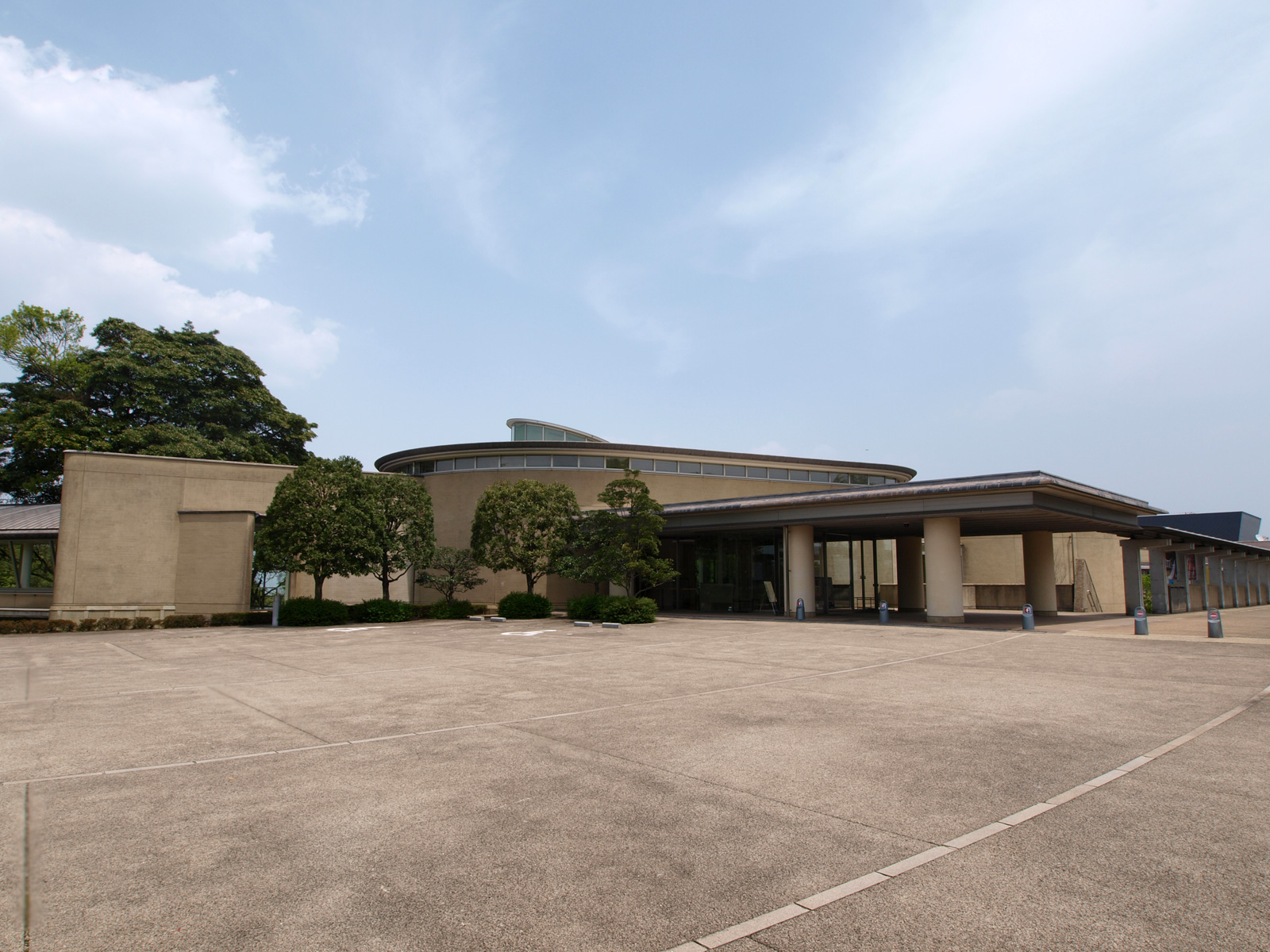
大分市美術館

- 2002年 第8回公共建築賞／北陸地区優秀賞（石川県金沢港大野からくり記念館）・彩の国さいたま景観賞（森の詩幼稚園）
- 2006年 DOCOMOMO Japan「日本におけるモダン・ムーブメントの建築2005年度選定建築物15選」（桜台コートビレッジ）

## 主要作品
| 建造物名                                                     | 年                 | 所在地               | 状態     | 備考                                                   |
| ------------------------------------------------------------ | ------------------ | -------------------- | -------- | ------------------------------------------------------ |
| 桜台ビレジ                                                   | 1969年（昭和44年） | 神奈川県横浜市青葉区 |          |                                                        |
| 桜台コートビレッジ                                           | 1969年（昭和44年） | 神奈川県横浜市青葉区 |          |                                                        |
| 宮崎台ビレジ                                                 | 1971年（昭和46年） | 神奈川県川崎市宮前区 |          |                                                        |
| 北山本門寺客殿                                               | 1971年（昭和46年） | 静岡県富士宮市       |          |                                                        |
| 清澄寺祖師堂                                                 | 1972年（昭和47年） | 千葉県鴨川市         |          |                                                        |
| 川島テキスタイルスクール                                     | 1973年（昭和48年） | 京都市左京区         |          |                                                        |
| ツバメコート本社屋                                           | 1973年（昭和48年） | 東京都品川区         |          |                                                        |
| 銀座対鶴館ビル                                               | 1973年（昭和48年） | 東京都中央区         | 現存せず |                                                        |
| 身延山久遠寺宝蔵                                             | 1976年（昭和50年） | 山梨県南巨摩郡身延町 |          |                                                        |
| 東京YMCA野辺山青少年センター                                 | 1976年（昭和50年） | 長野県南佐久郡川上村 | 現存せず |                                                        |
| 西谷の家 小倉邸                                              | 1976年（昭和50年） | 神奈川県横浜市旭区   |          |                                                        |
| 目黒不動前マンション                                         | 1977年（昭和51年） | 東京都目黒区         |          |                                                        |
| 香蘭女学校                                                   | 1978年（昭和52年） | 東京都品川区         |          |                                                        |
| 芙蓉蓼科山荘                                                 | 1979年（昭和54年） | 長野県茅野市         |          |                                                        |
| 東京YMCA野尻学荘メインホール                                 | 1980年（昭和55年） | 長野県上水内郡信濃町 |          |                                                        |
| 新発田市民文化会館・公民館                                   | 1977年（昭和51年） | 新潟県新発田市       |          |                                                        |
| 兵庫の家 金田邸                                              | 1980年（昭和55年） | 兵庫県               |          |                                                        |
| 向日町教会・まこと幼稚園                                     | 1980年（昭和55年） | 京都府向日市         |          |                                                        |
| 修養団捧誠会御霊所                                           | 1984年（昭和59年） | 静岡県沼津市         |          |                                                        |
| 浦添市立図書館                                               | 1984年（昭和59年） | 沖縄県浦添市         |          | 2019年日本建築家協会25年賞                             |
| ガールスカウト会館                                           | 1984年（昭和59年） | 東京都渋谷区         |          |                                                        |
| 世田谷美術館                                                 | 1986年（昭和61年） | 東京都世田谷区       |          |                                                        |
| 高円宮邸                                                     | 1986年（昭和61年） | 東京都港区           |          |                                                        |
| 熊本県テクノポリスセンター                                   | 1986年（昭和61年） | 熊本県上益城郡益城町 |          |                                                        |
| 一宮市博物館                                                 | 1987年（昭和62年） | 愛知県一宮市         |          |                                                        |
| 蕗谷虹児記念館                                               | 1987年（昭和62年） | 新潟県新発田市       |          |                                                        |
| 横浜市少年自然の家 赤城林間学園 鳥の家・ 森の家              | 1987年・1988年     | 群馬県利根郡昭和村   |          |                                                        |
| 桂坂の住宅 東CED・中央CED                                    | 1988年（昭和63年） | 京都市西京区         |          |                                                        |
| ネサーンスハウス 内井自邸                                    | 1988年（昭和63年） | 東京都世田谷区       |          |                                                        |
| コスモリヴェール目黒東が丘                                   | 1989年（平成元年） | 東京都目黒区         |          |                                                        |
| 栄四郎瓦本社屋                                               | 1989年（平成元年） | 愛知県碧南市         |          |                                                        |
| 浦添市美術館                                                 | 1990年（平成2年）  | 沖縄県浦添市         |          |                                                        |
| 六番町のビル 大下邸                                          | 1990年（平成2年）  | 東京都千代田区       |          |                                                        |
| 富山県産業創造センター                                       | 1991年（平成3年）  | 富山県高岡市         |          |                                                        |
| 福野文化創造センターヘリオス                                 | 1991年（平成3年）  | 富山県南砺市         |          |                                                        |
| 高岡市美術館                                                 | 1992年（平成4年）  | 富山県高岡市         |          |                                                        |
| 皇居・吹上御苑の新御所                                       | 1993年（平成5年）  | 東京都千代田区       |          |                                                        |
| 日本聖公会ナザレ修女会ナザレ修道院                           | 1993年（平成5年）  | 東京都三鷹市         |          |                                                        |
| 多磨霊園納骨堂                                               | 1993年（平成5年    | 東京都府中市         |          |                                                        |
| 参議院副議長公邸                                             | 1993年（平成5年）  | 東京都港区           |          |                                                        |
| 高浜市やきものの里かわら美術館・図書館                       | 1994年（平成6年）  | 愛知県高浜市         |          | 2023年に図書館併設のため施設名変更。                   |
| 石川県七尾美術館                                             | 1994年（平成6年）  | 石川県七尾市         |          |                                                        |
| 国際日本文化研究センター                                     | 1994年（平成6年）  | 京都市西京区         |          |                                                        |
| サンリツ服部美術館                                           | 1994年（平成6年）  | 長野都諏訪市         |          |                                                        |
| 木造移動国会の提案                                           | 1995年（平成7年）  |                      |          |                                                        |
| 世田谷区立中町小学校・玉川中学校                             | 1995年（平成7年）  | 東京都世田谷区       |          |                                                        |
| 石川県金沢港大野からくり記念館                               | 1996年（平成8年）  | 石川県金沢市         |          |                                                        |
| 群馬県立自然史博物館・かぶら文化ホール                       | 1996年（平成8年）  | 群馬県富岡市         |          |                                                        |
| 日本女子大学附属豊明小学校                                   | 1997年（平成9年）  | 東京都文京区         |          |                                                        |
| 滋賀県立大学                                                 | 1997年（平成9年）  | 滋賀県彦根市         |          |                                                        |
| 群馬県立前橋高等養護学校                                     | 1997年（平成9年）  | 群馬県前橋市         |          |                                                        |
| 群馬県立尾瀬高等学校自然環境科棟                             | 1997年（平成9年）  | 群馬県利根郡利根村   |          |                                                        |
| 国民宿舎鵜の岬                                               | 1997年（平成9年）  | 茨城県日立市         |          |                                                        |
| 大分市美術館                                                 | 1998年（平成10年） | 大分県大分市         |          |                                                        |
| 鳥取県知事公舎                                               | 1998年（平成10年） | 鳥取県鳥取市         |          |                                                        |
| 新湊市博物館（現 射水市新湊博物館）・道の 駅カモンパーク新湊 | 1998年（平成10年） | 富山県射水市         |          |                                                        |
| 長谷木記念幹                                                 | 2000年（平成12年） | 東京都江東区         |          |                                                        |
| 戸隠ガールスカウトセンター                                   | 2000年（平成12年） | 長野県戸隠村         |          |                                                        |
| 森の詩幼稚園                                                 | 2001年（平成13年） | 埼玉県北本市         |          |                                                        |
| 環境工房                                                     | 2001年（平成13年） | 滋賀県近江八幡市     |          |                                                        |
| 犬山市民健康館 さら・さくら                                  | 2001年（平成13年） | 愛知県犬山市         |          |                                                        |
| 衆議院議長公邸                                               | 2001年（平成13年） | 東京都千代田区       |          |                                                        |
| 元麻布ヒルズ                                                 | 2002年（平成13年） | 東京都港区           |          | 森ビルなどと共同で監修・設計                           |
| 上野毛レジデンス                                             | 2002年（平成13年） | 東京都世田谷区       |          |                                                        |
| 明治学院大学                                                 | 1989年-2003年      | 東京都港区           |          |                                                        |
| 日本基督教団信濃町教会                                       | 2004年（平成15年） | 東京都新宿区         |          |                                                        |
| 吉田正音楽記念館                                             | 2004年（平成16年） | 茨城県日立市         | 公開中   | 内井のイメージスケッチが最上階のカフェで展示されている |

- 世田谷美術館
- 蕗谷虹児記念館
- 浦添市美術館
- 福野文化創造センターヘリオス
- 高岡市美術館
- サンリツ服部美術館
- 滋賀県立大学
- 大分市美術館

## 関連書籍

### 著書
- 『健康な建築 - イマジネイティブな生活空間を求めて』彰国社 1985年 ISBN 9784395001866
- 『内井昭蔵のディテール 生活空間としての美術館・世田谷美術館』彰国社 1987年
- 『ロシアビザンチン - 黄金の環を訪ねて（建築巡礼）』丸善 1991年 ISBN 9784621035481
- 『建築家のドローイング1 世田谷美術館』駸々堂 1993年 ISBN 978-4397503979
- 『モダニズム建築の軌跡 - 60年代のアヴァンギャルド』INAX出版 2000年 ISBN 9784872750966
- 共著・仙田満『続モダニズム建築の軌跡 - 環境へ』INAX出版 2003年 ISBN 9784872751154
- 『装飾の復権 - 空間に人間性を』彰国社 2003年 ISBN 9784395005383
- 『再び健康な建築 - 生活空間に倫理を求めて』彰国社 2003年 ISBN 9784395006878
- 『装飾の復権 - 空間に人間性を』彰国社 2003年 ISBN 978-4395005383

### 翻訳
- フランク・ロイド・ライト『フランク・ロイド・ライト 建築家への手紙』丸善 1986年 ISBN 978-4621030264
- フランク・ロイド・ライト『フランク・ロイド・ライト 弟子たちへの手紙』丸善 1987年 ISBN 978-4621031766
- テレンス・ライリー＋ピーター・リード編著・京都大学工学部建築学教室・内井研究室監訳 『建築家 フランク・ロイド・ライト』デルファイ研究所 1995年 ISBN 4-924744-97-2

### 作品集
- 『建築家 内井昭蔵 1933-2002』新建築社 2008年 ISBN 9784786902147

### その他
- 日本の建築家編集部『内井昭蔵 - 健康なる空間』（日本の建築家 1）丸善 1985年 ISBN 978-4621029824
- 『内井昭蔵』（別冊新建築・日本現代建築家シリーズ 2）新建築社 1981年4月
- 日経アーキテクチュア編『巨匠の残像 - 「建築」を拓いた17人の遺風』日経BP社 2007年 ISBN 978-4822204969

## 内井事務所出身の建築家
- 寺地洋之 - 大阪工業大学教授
- 村上徹 - 広島工業大学教授
- 木下庸子 - 工学院大学教授
- 杉浦英一 - 杉浦英一建築設計事務所主宰